# Super Video CD
Super Video CD (англ. Super Video Compact Disc или SVCD) — стандарт для хранения видео со звуком на компакт-дисках, предложенный фирмами Philips, Sony, Matsushita и JVC в 1998 году как дальнейшее развитие формата Video CD 2.0 и альтернатива DVD-Video.
Благодаря применению компрессии по стандарту MPEG-2 удалось получить лучшее качество видео изображения, однако из-за возросшего потока данных (до 2,6 Мбит/c) длительность видеопрограммы, записываемой на диск, сократилась до 35 минут (в максимальном качестве) или 60 минут (в среднем качестве) — против 74 минут на Video CD. Возросшее разрешение изображения (480 x 576 пикселей против 352x288 для Video CD) все же проигрывало по качеству начавшему своё победоносное шествие формату DVD (720 x 576 пикселей).
SVCD возможно воспроизводить на DVD-проигрывателях, поддерживающих совместимость с форматом, на всех компьютерных приводах BD-ROM, DVD-ROM или CD-ROM с помощью программного декодера/плеера. Возможно использование меню и глав, как на DVD, а также воспроизведение фото-альбомов / слайд-шоу с фоновой музыкой. Поддерживается до четырёх каналов выбираемых субтитров.

## История
В середине 1993 года компании Philips и JVC разработали спецификацию формата хранения видео со сжатием MPEG-1 на компакт-дисках и назвали её Video CD. Позже он был отражен в качестве видеостандарта для компакт-дисков в «Белой книге» CD-стандартов. На диске могло содержаться 74 минуты видео со звуком качества VHS.
В 1995 году была разработана версия видеостандарта Video CD 2.0 совместно с Sony, Matsushita вместе со всеми дочерними компаниями — Technics, National, Pioneer, Panasonic и другими.
В 1997 году был представлен гибридный VCD/CD-ROM-формат VideoCD-ROM, то есть VideoCD 2.0 с дополнительными CD-ROM-файлами на диске. В том же году был предложен VideoCD Internet со ссылками на Интернет-сайты, с возможностью прямого выхода в Интернет и вызова Web-браузеров для просмотра Web-страниц, находящихся как на дорожках VCD-диска, так и в Сети.
В 1998 году появился формат Super Video CD, который содержал видео в формате MPEG-2 и отличался более высоким качеством изображения.
15 июля 2000 года Международная электротехническая комиссия сертифицировала Super Video CD как международный стандарт компакт-дисков (IEC 62107). Philips добавила официальный логотип SVCD.
В Китае, Гонконге и некоторых других странах Азии, за исключением Филиппин, были доступны официальные релизы фильмов на SVCD. В западном мире формат использовался в основном для хранения домашнего видео или фильмов, скопированных с DVD и лазерных дисков.
К началу 2000-х получивший широкое распространение формат DVD оставил в аутсайдерах формат Super Video CD.

## Технические характеристики
Видео
| Формат/Параметры                  | PAL                        | NTSC                       | Кинофильм                      |
| --------------------------------- | -------------------------- | -------------------------- | ------------------------------ |
| Разрешение кадра                  | 480 x 576                  | 480 x 480                  | 480 x 480                      |
| Разрешение одиночного изображения | 480 x 576, 640 x 576       | 480 x 480, 640 x 480       | 480 x 480, 640 x 480           |
| Частота кадров                    | 25 Гц                      | 29,97 Гц                   | 23,976 Гц (3:2 преобразование) |
| Соотношение сторон кадра          | 4:3                        | 4:3                        | 4:3                            |
| Видеокомпрессия                   | ISO 13818-1/2/3 (MPEG2)    | ISO 13818-1/2/3 (MPEG2)    | ISO 13818-1/2/3 (MPEG2)        |
| Поток видеоданных                 | Переменный, до 2600 Кбит/с | Переменный, до 2600 Кбит/с | Переменный, до 2600 Кбит/с     |
| Общий поток данных                | До 2778 Кбит/с             | До 2778 Кбит/с             | До 2778 Кбит/с                 |

Звук
- Разрядность — 16 бит
- Частота дискретизации — 44,1 кГц
- Аудиокомпрессия — ISO 11172-3 (MPEG1, layer II)
- Поток аудиоданных — переменный, от 32 до 384 Кбит/с
- Звуковые дорожки — до двух стереоканалов или четыре монофонических канала
- Объемное звучание — поддержка Surround Sound MPEG2 Multi-Channel (5.1)

## Структура диска
| Папка   | Файлы        | Пояснение                                                                                    |
| ------- | ------------ | -------------------------------------------------------------------------------------------- |
| SVCD    | INFO.VCD     | Идентификация альбома и диска                                                                |
| SVCD    | ENTRIES.VCD  | Список точек входа вплоть до 500 меток                                                       |
| SVCD    | SEARCH.DAT   | Список адресов I-кадров                                                                      |
| SVCD    | TRACKS.SVD   | Длительность, стандарт видео, количество аудиопотоков                                        |
| SVCD    | PSD.VCD      | Необязательный, идентификатор порядка проигрывания                                           |
| SVCD    | LOT.VCD      | Необязательный, список идентификаторов начала файла                                          |
| MPEG2   | AVSEQnn.MPG  | файлы MPEG2 , максимально 99 треков, основной фильм, трейлеры, дополнения, меню…             |
| CDDA    | AUDIOnn.DAT  | Необязательный, CD Audio файлы                                                               |
| SEGMENT | ITEMnnn.DAT  | Пункты воспроизведения сегментов, максимально 999 сегментов, статичные кадры, статичные меню |
| KARAOKE | KARINFO.xxx  | Необязательный, информационные караоке файлы                                                 |
| EXT     | PSD_X.VCD    | Необязательный, расширенная версия PSD,VCD                                                   |
| EXT     | LOT_X.VCD    | Необязательный, расширенная версия LOT.VCD                                                   |
| EXT     | SCANDATA.DAT | Необязательный, список адресов I-кадров                                                      |
| EXT     | CAPTnn.DAT   | Необязательный, Субтитры для слабослышащих                                                   |
| CDI     | (undefined)  | Файлы программы и данных CD-i                                                                |